# Козацьке (Красногвардєйський район)
Козацьке (рос. Казацкое) — село у Красногвардєйському районі Бєлгородської області Російської Федерації.
Населення становить 1370  осіб. Входить до складу муніципального утворення Стрелецьке сільське поселення.

## Історія
Населений пункт розташований у східній частині української суцільної етнічної території — східній Слобожанщині.
Згідно із законом від 20 грудня 2004 року № 159 від 20 грудня 2004 року органом місцевого самоврядування є Стрелецьке сільське поселення.

## Населення
| 2002 | 2010  |
| ---- | ----- |
| 1451 | ↘1370 |